# Cena Josefa Jungmanna
Cena Josefa Jungmanna je ocenění Obce překladatelů za nejlepší překladové dílo publikované v prvním vydání v českém jazyce v oblasti prózy, poezie, dramatu a nebeletristické literatury z oboru humanitních věd v předchozím kalendářním roce. Je pojmenována po jazykovědci Josefu Jungmannovi. Cena je vyhlašována ke Dni překladatelů 30. září na slavnostním shromáždění, které se tradičně koná v prostorách pražského Goethe-Institutu.

## Seznam laureátů

### Ročník 33 (2023)
- Michal Ctibor (Publius Vergilius Maro: Aeneis)
  - Mimořádná tvůrčí prémie
    - Miroslav Tomek (Serhij Žadan: Depeche Mode)

  - Tvůrčí prémie
    - Michal Brabec (Irene Solà: Zpívám já a hora tančí)
    - Jana van Luxemburg (Kim de l’Horizon: Kniha krve)
    - Alena Machoninová (Oksana Vasjakinová: Rána)
    - Miloš Řezník (Aleksander Majkowski: Život a příhody Remusovy. Kašubské zrcadlo)
    - Ladislav Šenkyřík (Ian McEwan: Hodiny)

  - Prémie Tomáše Hrácha
    - Zdeněk Polívka (Chris Panatier: Šňůraři)

  - Krameriův vinš
    - Monika Loderová z programového oddělení Goethe-Institutu za dlouholetou spolupráci s Obcí překladatelů a za aktivní podporu překladové literatury

  - Síň slávy
    - Michaela Jacobsenová za setrvalou kvalitu převodu významných prozaických i básnických děl z němčiny

  - Stipendium Hany Žantovské
    - Jana Kitzlerová a Vojtěch Frank (sbírka Velemira Chlebnikova)

### Ročník 32 (2022)
- Patrik Ouředník (François Rabelais: Pantagruel)
  - Mimořádné tvůrčí prémie
    - Jarmila Horáková (Tatiana Ţîbuleac: Skleněná zahrada)
    - Aleš Kozár (Boris Pahor: Nekropole)

  - Tvůrčí ocenění
    - Lucie Bregantová (Becky Chambersová: Žalm pro divostrojné)
    - Tereza Marková Vlášková (Maggie O’Farrellová: Hamnet)
    - Jakub Šedivý (Guzel Šamilevna Jachinová: Vlak do Samarkandu)

  - Prémie Tomáše Hrácha
    - Anna Štádlerová (Benjamín Labatut: Strašlivá závrať)

  - Krameriův vinš
    - Václav Jamek za dlouholetou obětavou práci v porotě Ceny Josefa Jungmanna

  - Síň slávy
    - Jiří Našinec za setrvalou kvalitu převodu významných děl z rumunštiny a francouzštiny

  - Stipendium Hany Žantovské
    - Jana Pokojová (Pablo Neruda: Dvacet básní o lásce a jedna píseň ze zoufalství)

### Ročník 31 (2021)
- Zuzana Mayerová (Virginia Woolfová: Roky)
  - Mimořádná tvůrčí prémie
    - Michala Marková (Hilary Mantelová: Zrcadlo a světlo, s přihlédnutím k jejím překladům celé trilogie)

  - Tvůrčí prémie
    - Marta Bartošková (Hallgrímur Helgason: Ženská na 1000°)
    - Jitka Jeníková (Chálid Chalífa: Smrt je dřina)
    - Petr Komers (Nguyen Huy Thiep: Když není král)
    - Jitka Nešporová (Norbert Scheuer: Zimní včely)
    - Radka Smejkalová (Stefan Hertmans: Konvertitka)

  - Prémie Tomáše Hrácha
    - Alena Snelling (Edward Carey: Malá)

  - Síň slávy
    - Vladimír Medek

  - Krameriův vinš
    - Alena Linhartová, Alena Lhotová, Jarmila Zelenková

  - Stipendium Hany Žantovské
    - Michaela Jacobsenová (Christine Lavantová)

### Ročník 30 (2020)
- Vít Kazmar (Juan Filloy: Op Oloop)
  - Mimořádná tvůrčí odměna
    - Nikola Mizerová, Pavel Novotný (Hans Magnus Enzensberger: Mauzoleum)

  - Tvůrčí prémie
    - Ester Žantovská (Anna Burnsová: Mlíkař)
    - Jana Pokojová, Jan Janula (Christian Morgenstern: 77 šibenic)
    - Michaela Škultéty (Nino Haratischwiliová: Osmý život)
    - Denis Molčanov (Ťia Pching-wa: Padlá metropol)
    - Adéla Gálová (Sándor Mandóky: Dopisy z Bihoru)

  - Prémie Tomáše Hrácha
    - Sarah Baroni (Elena Ferrante: Prolhaný život dospělých)

  - Síň slávy
    - Jiří Pechar

  - Stipendium Hany Žantovské
    - Jana Kitzlerová a Vojtěch Frank (Vladimir Majakovského: Pátá internacionála)

### Ročník 29 (2019)
- Alice Flemrová (Paolo Sorrentino: Všichni mají pravdu)
  - Mimořádná tvůrčí odměna
    - Petr Dvořáček (Robert Menasse: Hlavní město)

  - Tvůrčí ocenění
    - Vít Kazmar (Fernando Aramburu: Vlast)
    - Martina Knápková (Lucie Berlinová: Manuál pro uklízečky)
    - Michael Půček  (Daniel Kehlmann: Tyll)
    - Michal Špína (José Donoso: Obscénní pták noci)
    - Michal Švec (Alexandra Salmelová: Antihrdina)

  - Prémie Tomáše Hrácha
    - Marie Voslářová (Clemens J. Setz: Láska za časů Mahlstadtského dítěte)

  - Síň slávy
    - Miloslav Uličný

  - Krameriův vinš
    - Jan Zelenka

  - Stipendium Hany Žantovské
    - Jiří Měsíc

### Ročník 28 (2018)
- Vladimír Medek (Antonio Muñoz Molina: Polský jezdec)
- Mimořádná tvůrčí odměna
  - Miloslav Uličný (Pražské romancero)
- Tvůrčí ocenění
  - Lenka Bukovská, Mariana Fisher (David Grossman: Přijde kůň do baru)
  - Šárka Grauová (Lima Barreto: Smutný konec Policarpa Quaresmy)
  - Kateřina Hilská (Jane Austenová: Rozum a cit)
  - Kateřina Šimová (Michail Osorgin: Příběh jedné moskevské ulice)
  - Lada Weissová (José Saramago: Putování jednoho slona)
- Prémie Tomáše Hrácha nebyla udělena.
- Síň slávy
  - Jarmila Emmerová
- Krameriův vinš
  - Hana Kofránková (za dlouholetou režii pořadů o literárním překladu a překladatelích)
- Stipendium Hany Žantovské
  - Robert Roreitner (Pindarovy Pýthijské zpěvy)

Porota: Václav Jamek (předseda), Dagmar Hartlová, Petra Martínková, Ladislav Nagy, Blanka Stárková a Magdaléna Štulcová

### Ročník 27 (2017)
- Šimon Pellar (Herman Melville: Bílá velryba)
  - Mimořádná tvůrčí odměna
    - Magdaléna Křížová (Asaf Gavron: Osada na pahorku)

  - Tvůrčí prémie
    - Viktorie Hanišová (Philipp Winkler: Chuligán)
    - Věra Kociánová (Jurgis Kunčinas: Túla)
    - Radvan Markus (Máirtín Ó Cadhain: Hřbitovní hlína)
    - Petra Martínková (Henry James: Anglické hodiny)

  - Prémie Tomáše Hrácha nebyla udělena.
  - Síň slávy
    - Pavla Lidmilová

  - Krameriův vinš
    - Marie Zábranová

  - Stipendium Hany Žantovské
    - Vít Pokorný (antologie španělských básníků Generace 27)

Porota: Václav Jamek (předseda), Dagmar Hartlová, Magdaléna Štulcová, Olga Uličná a Jan Zelenka

### Ročník 26 (2016)
- Josef Forbelský (Miguel de Cervantes y Saavedra: Persiles a Sigismunda)
  - Tvůrčí ocenění
    - Zuzana Augustová (Fritz Zorn: Mars)
    - Magda de Bruin Hüblová (Dola de Jongová: Pole je tento svět)
    - Martina Knápková (Eudora Weltyová: Zlatá jablka)
    - Lucie Mikolajková (Ryan Gattis: Šest dní hněvu)
    - Magdaléna Štulcová (Ralph Dutli: Poslední cesta Chaima Soutina)
    - Jarka Vrbová - (Roy Jacobsen: Bílý oceán)

  - Prémie Tomáše Hrácha pro mladého překladatele
    - Michal Švec (Pentti Saarikoski: Dopis pro mou ženu)

  - Síň slávy
    - Vratislav J. Slezák
    - Radoslav Nenadál

  - Stipendium Hany Žantovské
    - Daniel Soukup (Seamus Heaney: Lidský řetěz)

### Ročník 25 (2015)
- Iveta Mikešová  (Joanna Batorová: Pískový vrch)
  - Tvůrčí prémie
    - Blanka Stárková (Javier Marías: Zamilovanosti)
    - Jakub Šedivý (Leonid Cypkin: Léto v Baden-Badenu)
    - Petra Diestlerová (Charles Dickens: David Copperfield)
    - Eva Pátková (Charles Lewinski: Gerron)
    - Jitka Hanušová (Katja Kettu: Porodní bába)
    - Dagmar Hartlová (Steve Sam-Sandberg: Vyvolení)
    - Štěpán Zajac (Jesús Carrasco: Na útěku)

  - Prémie Tomáše Hrácha pro mladého překladatele
    - Anna Urbanová (Shirley Jacksonová: Dům na kopci)

  - Síň slávy
    - Dušan Karpatský

  - Stipendium Hany Žantovské
    - Michaela Jacobsenová  (Ingeborg Bachmannová: Čára života)

  - Krameriův vinš
    - Milan Macháček

### Ročník 24 (2014)
- Jiří Našinec (Bogdan Suceava: S bubnem na zajíce chodil)
  - Tvůrčí prémie
    - Viktor Janiš (Michel Faber: Kvítek karmínový a bílý)
    - Martin Pokorný (Flann O’Brien: U ptáků plavavých)

  - Prémie Tomáše Hrácha pro mladého překladatele
    - Petr Eliáš (Rawi Hage: Karneval)

  - Síň slávy
    - Miroslav Jindra

  - Stipendium Hany Žantovské
    - Jiří Pelán (Hvězda v noci, duha ve dne, výbor z barokní poezie)

  - Krameriův vinš
    - manželé Mědílkovi, nakladatelství Opus
    - Božena Koseková

### Ročník 23 (2013)
- Robert Svoboda (Péter Esterházy: Harmonia Caelestis)
  - Mimořádná tvůrčí odměna
    - Anna Kareninová (Ezra Pound: Cantos II)
    - Michaela Jacobsenová (Arno Schmidt: Ze života fauna)

  - Tvůrčí odměna
    - Petra Diestlerová (David Mitchell: Tisíc podzimů Jacoba de Zoeta)
    - Lada Hazaiová (Sergio Álvarez: 35 mrtvých)
    - Alice Hyrmanová McElveen (Kevin Maher: Pole)
    - Hana Kulišanová (Gerbrand Bakker: Nahoře je ticho)
    - Radek Malý (Rainer Maria Rilke: V cizím parku)
    - Danuše Navrátilová (Alexis Jenni: Francouzské umění válečné)

  - Prémie Tomáše Hrácha
    - Martina Knápková (Gary Shteyngart: Megasmutná pravdivá lovestory)

  - Stipendium Hany Žantovské
    - Michael Alexa (básně Adama Zagajewského)

Porota: Václav Jamek (předseda), Jarmila Emmerová, Dagmar Hartlová, Božena Koseková a Jiří Našinec

### Ročník 22 (2012)
- Anežka Charvátová (Roberto Bolaño: 2666)
  - Tvůrčí prémie
    - Jan Jeništa (Michał Witkowski: Královna Barbara)
    - Jitka Lukešová (Gib I. Mihăescu: Ruska)

  - Prémie Tomáše Hrácha:
    - Čeněk Matocha (John Harding: Florence a Giles)

  - Síň slávy
    - Věra Koubová

  - Tvůrčí stipendium Hany Žantovské
    - Helena Honcoopová na práci na antologii japonské poezie 16. století, která ponese název Kniha vějířů

Porota: Václav Jamek (předseda), Jarmila Emmerová, Dagmar Hartlová, Božena Koseková a Jiří Našinec

### Ročník 21 (2011)
- Josef Rauvolf (Jack Kerouac: Vize Codyho)
  - Hlavní tvůrčí prémie:
    - Alice Flemrová (Giorgio Vasta: Hmatatelný čas)
    - Vladimír Piskoř (Kristina Carlsonová: Zahradník pana Darwina)

  - Tvůrčí prémie:
    - Barbora Gregorová (Mirosław Nahacz: Prcek)
    - Jitka Jílková (Elfriede Jelineková: Zimní putování)

  - Prémie Tomáše Hrácha:
    - Eva Dobrovolná (Helene Hegemannová: Axolotl roadkill)

  - Síň slávy:
    - Martin Hilský (u příležitosti souborného vydání překladů Shakespearova díla)

Porota: Václav Jamek (předseda), Jarmila Emmerová, Božena Koseková, Zdeněk Beran

### Ročník 20 (2010)
- Petr Zavadil (Antonio Gamoneda: Tohle světlo, Guillermo Cabrera Infante: Přelétavá nymfa)
  - Mimořádné tvůrčí ocenění:
    - Magdaléna Křížová (Avraham B. Jehošua: Pan Mani)
    - Veronika ter Harmsel Havlíková (Harry Mulisch: Objevení nebe)

  - Tvůrčí ocenění:
    - Jan Doležal (Saša Stojanović: Svár)
    - Petr Dvořáček (Niklas Frank: Můj otec)
    - Marie Jungmannová (Juan Marsé: Dívka se zlatými kalhotkami)
    - Petra Kůsová-Martínková (Adam Rapp:Rok nekonečného strádání)

  - Prémie Tomáše Hrácha
    - Jan Hokeš (Henry David Thoreau: Toulky přírodou)

  - Síň slávy:
    - Jiří Hanuš

Porota: Václav Jamek (předseda), Jarmila Emmerová, Dana Hábová, Dagmar Hartlová, Jiří Josek, Božena Koseková

### Ročník 19 (2009)
- Vlasta Dvořáčková (Wisława Szymborská: Okamžik. Dvojtečka. Tady.)
  - Hlavní tvůrčí odměna:
    - Libor Dvořák (Vladimir Sorokin: Den opričníka)

  - Tvůrčí odměny:
    - Petr Fantys (Julian Barnes: Žádný důvod k obavám)
    - Anežka Charvátová (Roberto Bolaño: Divocí detektivové)
    - Dominika Křesťanová (Anne Enrightová: Shledání)
    - Naděžda Macurová (Hermann Broch: Román-Mýtus-Kýč)
    - Blanka Stárková (Javier Marías: Černá záda času)
    - Stanislava Sýkorová (Milorad Pavić: Vnitřní strana větru)
    - Jarka Vrbová (Lars Saabye Christensen: Beatles)

Porota: Václav Jamek (předseda), Zdeněk Beran, Jarmila Emmerová, Božena Koseková

### Ročník 18 (2008)
- Vlasta Dufková (João Guimarães Rosa, Burití)
  - Hlavní tvůrčí odměna:
    - Karel Fiala (Murasaki Šikibu: Příběh prince Gendžiho 1-4)

  - Mimořádné tvůrčí odměny:
    - Jiří Našinec (Norman Manea: Chuligánův návrat)
    - Anna Valentová (Ádám Bodor: Okrsek Sinistra)

  - Tvůrčí odměny:
    - Zdeněk Frýbort (Roberto Calasso: K)
    - Marie Havlíková (Bernardim Ribeiro: Kniha stesku)

  - Prémie Tomáše Hrácha:
    - Magdalena Křížová (Avraham B. Jehošua: Milenec)

Porota: Zdeněk Beran (předseda), Jarmila Emmerová, Božena Koseková, Dagmar Hartlová a Václav Jamek

### Ročník 17 (2007)
- Antonín Líman (Masudži Ibuse, Na vlnách)
  - Mimořádné tvůrčí odměny:
    - Dušan Karpatský a kolektiv (Koráb korálový. Tisíc let charvátské poezie)
    - Erich Sojka (Witold Gombrowicz, Kosmos)
    - Jana Mertinová (Mark Twain, Dobrodružství Huckleberryho Finna)

  - Tvůrčí odměny:
    - Tomáš Dimter (Terézia Mora, Den co den)
    - Dana Hábová (Woody Allen, Čirá anarchie)
    - Miroslav Jindra (John Updike, Králík se vrací)

  - Síň slávy:
    - Jiří Stromšík (Günter Grass, Při loupání cibule)

  - Prémie Tomáše Hrácha:
    - Radek Malý (antologie Držíce v drzých držkách cigarety)

Porota: Božena Koseková, Jarmila Emmerová, Drahoslava Janderová, Dagmar Hartlová, Zdeněk Beran.

### Ročník 16 (2006)
- Jindřich Vacek (Majsebuch aneb Kniha jidiš legend a příběhů, část první a část druhá)
  - Mimořádné tvůrčí odměny:
    - Jan Binder (Johann Gottfried Herder, Uměním k lidskosti)
    - Miloslav Uličný (antologie španělských básníků 18. století Heroldové jasu)

  - Tvůrčí odměny:
    - Iveta Mikešová (Magdalena Tulli, Soukolí)
    - Libor Dvořák (Ivan Alexejevič Bunin, Proklaté dny)
    - Petra Kůsová (Louis Welshová, Řezárna)
    - Tomáš Jurkovič (Haruki Murakami, Kafka na pobřeží)
    - Ladislav Šenkyřík (Martin Amis, Na návštěvě u paní Nabokovové a jiná setkání)
    - Eva Veselá (Peter Ackroyd, Fiktivní deník Oscara Wildea)
    - Jovanka Šotolová (Jean-Philippe Toussaint, Utíkat)
    - Radovan Charvát (Robert Walser, Pomocník)

  - Prémie Tomáše Hrácha:
    - Jakub Šedivý (Saša Sokolov, Škola pro hlupáky)

### Ročník 15 (2005)
- Jiří Hanuš (Philip Roth, Lidská skvrna)
  - Hlavní tvůrčí odměna:
    - Richard Podaný (Jonathan Safran Foer, Naprosto osvětleno)

  - Mimořádné tvůrčí odměny:
    - Jiří Stromšík (Günter Grass, Jako rak)
    - Jitka Hamzová (Igor Fjodorovič Stravinskij, Hudební poetika)
    - Vladimír Piskoř (Asko Sahlberg, Pírko)
    - Jana Štroblová (Marina Cvětajevová, Pij, duše, co hrdlo ráčí)
    - Vladimír Medek (Carlos Fuentes, Starý gringo)

  - Tvůrčí odměny:
    - Daniel Nemrava (Roberto Bolaño, Chilské nokturno)
    - Helena Beguivinová (Michele Rozenfarb, Klobouk dolů!)
    - Hana Linhartová (Martin Doerry, Mé zraněné srdce)
    - Alice Flemrová (Nicolo Ammaniti, Já se nebojím)
    - Tereza Černá a Magdalena Křížová (Etgar Keret, Létající Santini)
    - David Petrů (DBC Pierre, Vernon Bůh Little)
    - Kristina Pellarová (Miha Mazzini, Já, Tito a gramofon)

  - Prémie Tomáše Hrácha (pro překladatele do 33 let):
    - Tomáš Dimter (Thomas Bernhard, Vápenka)

  - Síň slávy:
    - Vlasta Dufková
    - Luba a Rudolf Pellarovi

Porota: Božena Koseková (předsedkyně), Jarmila Emmerová, Drahoslava Janderová, Alena Jindrová-Špilarová, Dominika Křesťanová, Miluše Zadražilová.

### Ročník 14 (2004)
- Věra Koubová (Franz Wurm, Rozevřená fuga)
  - Hlavní tvůrčí odměna:
    - Petr Borkovec (básnická část díla Vladislava Chodaseviče Těžká lyra)

  - Mimořádné tvůrčí odměny:
    - Blanka Stárková (Javier Marías, Srdce tak bílé)
    - Eva Kondrysová (Iain Pears, Neviditelná chvíle rozhodnutí)
    - Zdenka Švarcová (Kobajaši Issa, Můj Nový rok)
    - Dušan Zbavitel (Upanišady)

  - Tvůrčí odměny:
    - Kateřina Hilská (Virginia Woolfová, Paní Dallowayová)
    - Jarmila Emmerová (Daniel Mason, Ladič pian)
    - Jana Nechutová (svatý Augustin Křesťanská vzdělanost)
    - Radovan Charvát (Victor Klemperer, Deníky 1942–1945)
    - Helena Stachová (Tadeusz Konwicki, Bohyň)
    - Jana Zoubková (Libuše Moníková, Fasáda (M. N. O. P. Q.))
    - Petr Zavadil (José Ángel Valente, V kořenech světla ryby)

  - Prémie Tomáše Hrácha (pro překladatele do 35 let):
    - Lenka Urbanová (Jeanette Wintersonová, Jak naštěpit třešeň)

  - Pocta laureátům (síň slávy):
    - Jiří Josek (Edward Albee, Hra o manželství a Koza aneb Kdo je Sylvie?)

Porota: Ladislav Zadražil, Václav Jamek, Zdeněk Beran, Richard Podaný a Vratislav Slezák (předseda).

### Ročník 13 (2003)
- Jan Čermák (Béowulf)
  - Mimořádná tvůrčí odměna:
    - Jiří Hanuš (John Updike: Gertruda a Claudius)
    - Michaela Jacobsenová (Günter Eich: Krtci a jiné básně)

  - Tvůrčí odměny:
    - Michala Marková (J. P. Donleavy: Dáma, která měla ráda čisté záchodky)
    - Alena Jindrová-Špilarová (Alice Munroová: Už dávno ti chci něco říct a jiné povídky)
    - Šimon Pellar (Timothy Garton Ash: Dějiny přítomnosti)
    - Dominika Křesťanová (Peter Carey: Pravdivý příběh Neda Kellyho a jeho bandy)
    - Jiří Našinec (Aurelius Busuoicu: Smlouvání s ďáblem)
    - Dana Gálová (Sándor Márai: Zpověď)
    - Zbyněk Černík (Mikael Niemi: Popmusic z Vittuly)

  - Prémie Tomáše Hrácha:
    - Robert Novotný (Martin A. Hansen: Lhář)

  - Pocta laureátům (síň slávy):
    - Kateřina Vinšová (Sebastiano Vassalli: Nespočet a Gaétan Soucy: O holčičce, co si ráda hrála se sirkami)
    - Anna Valentová (Péter Nádas: Dům paní Kláry)

Porota: Jarmila Emmerová, Ladislav Zadražil, Václav Jamek, Zdeněk Beran a Vratislav Slezák (předseda)

### Ročník 12 (2002)
- Vratislav (Jiljí) Slezák (za závěrečný, X. svazek Souborného díla Hermanna Hesseho s přihlédnutím k překladatelskému podílu na předchozích svazcích)
  - Mimořádná tvůrčí odměna:
    - Markéta Hejkalová (Mika Waltari, Krvavá lázeň a Šťastná hvězda)

  - Tvůrčí odměny:
    - Ivana M. Gruberová (antologie korejských básníků Prázdné hory jsou plné větru a deště)
    - Mariana Housková (Julio Cortázar, Konec hry)
    - Anežka Charvátová (Ernesto Sábato, Abadon zhoubce)
    - Miroslav Jindra (Michael Cunningham, Hodiny)
    - Anita Pelánová (Wolfgang Hildesheimer, Marbot)
    - Ladislav Šerý (Raymond Queneau, Děti bahna)
    - Zdenka Švarcová (Izumi Šikibu, Závoje mlhy)

  - Prémie Tomáše Hrácha
    - Petr Borkovec a Matyáš Havrda (za překlad Aischylovy trilogie Oresteia)

Porota: Vladimír Mikeš, Zdeněk Beran, Jarmila Emmerová, František Fröhlich a Božena Koseková

### Ročník 11 (2001)
- Eduard Hodoušek (Leopoldo Alas, Regentka)
  - Mimořádná tvůrčí odměna:
    - Jana Mertinová (Grigorij Kanovič, Kůzle za dva groše)

  - Pocta laureátům (síň slávy):
    - Pavel Dominik (Salman Rushdie, Zem pod jejíma nohama)
    - Jiří Pelán (Básníci soumraku, italská poezie pozdní secese)

  - Tvůrčí odměna:
    - Jiří Reynek (Henri Pourrat, Kašpar z hor)
    - Miloslav Uličný (Španělské romance)
    - Jindřich Vacek (Natan Šacham, Rosendorfovo kvarteto)
    - Zuzana Mayerová (Toni Morrisonová, Ráj)
    - Zuzana Šťastná (George Orwell, Bože chraň aspidistru)

  - Prémie Tomáše Hrácha:
    - Veronika Havlíková (Harry Mulisch, Procedura)

Odborná komise pracovala ve složení Helena Beguivinová, Zdeněk Beran, Jarmila Emmerová (předsedkyně), Božena Koseková a Ladislav Zadražil.

### Ročník 10 (2000)
- Václav Jamek (Henri Michaux, Prostor uvnitř)
  - Mimořádná tvůrčí odměna:
    - Jindřich Pokorný (Wolfram von Eschenbach, Parzival)

  - Hlavní tvůrčí odměny:
    - Božena Koseková (Heinrich Böll, Skupinový snímek s dámou)
    - Šárka Grauová (Vergílio Ferreira, Navždycky)

  - Další tvůrčí odměny:
    - Vlasta Hesounová (Jan Karonová, Zlaté dny v Mitfordu)
    - Pavla Lidmilová (Clarice Lispectorová, Živá voda)
    - Věra Šťovíčková-Heroldová (Ben Okri, Hladová cesta)
    - Jana Zoubková (Thomas Brussig, Hrdinové jako my)
    - Dušan Karpatský (Miroslav Krleža, Krása je skutečnost)
    - Jiří Našinec (Mircea Eliade, Hádání z kamenů)
    - Pavla Horáková (Tama Janowitzová, Otroci New Yorku)
    - Alice Flemrová (Alessandro Baricco, City)

  - Prémie Tomáše Hrácha (pro překladatele do 35 let, udělována poprvé)
    - Viktor Janiš (Louis de Bernières, Mandolína kapitána Corelliho)

Odborná komise pracovala ve složení: Helena Beguivinová, Pavel Dominik, Dagmar Hartlová, Vladimír Kříž, Vratislav Slezák, Ladislav Zadražil, Jarmila Emmerová (předsedkyně).

### Ročník 9 (1999)
- Jiří Josek (William Shakespeare: Hamlet)
  - Mimořádné tvůrčí odměny:
    - Pavel Dominik (Salman Rushdie, Maurův poslední vzdech)
    - Milan Dvořák (Alexandr Sergejevič Puškin, Evžen Oněgin)
    - Anna Valentová (Péter Nádas, Kniha pamětí)

  - Tvůrčí odměny:
    - Vlasta Dufková (Albert Camus, Léto)
    - Josef Hiršal a Bohumila Grögerová (Ernst Jandl, Rozvrzaný mandl)
    - Dušan Karpatský (Slobodan Novak, Myrha, zlato a kadidlo)
    - Olga Krijtová (Cees Nooteboom, Následující příběh)
    - Tomáš Míka (James Hogg, Vyznání ospravedlněného hříšníka)
    - Petr Palouš (kolektiv autorů, Monty Pythonův létající cirkus)
    - Luba a Rudolf Pellarovi (David Malouf, Vzpomínka na Babylon)
    - Michal Strenk (Ken Kesey, Tak mě někdy napadá)
    - Jindřich Vacek (Šmu'el Josef Agnon, Šátek a jiné povídky)

### Ročník 8 (1998)
- Kateřina Vinšová (Georges Perec, Život - návod k použití, 1998)
  - Mimořádné tvůrčí odměny:
    - Pavel Dominik (Vladimir Nabokov, Promluv, paměti)
    - Šárka Grauová (Mário Raul de Morais Andrade, Macunaíma)
    - Luba a Rudolf Pellarovi (William Faulkner, Hluk a vřava)

  - Tvůrčí odměny:
    - Jarmila Emmerová (Charles Dickens, Záhada Edwina Drooda)
    - Jarmila Fialová (Marguerite Yourcenarová, A co? Věčnost)
    - František Fröhlich (Henrik Ibsen, John Gabriel Borkman)
    - Emil Charous (Anton Baláž, Tábor padlých žen)
    - Anna Kareninová (Louis-Ferdinand Céline, Skočná)
    - Hanuš Karlach (Franz Werfel, Hvězda nenarozených)
    - Dušan Karpatský (Slavko Mihalić, Neurvalý den)
    - Eva Kondrysová (Saul Bellow, Děkanův prosinec)
    - Věra Koubová (Friedrich Nietzsche, Dionýské dithyramby)
    - Viola a Zdeněk Lyčkovi (Knud Rasmussen, Grónské mýty a pověsti)
    - Jiří Pelán (Alberto Savinio, Tragédie dětství. Dětství Nivasia Dolcemara)
    - Jiří Stromšík (Elias Canetti, Hra očí)
    - Lenka Urbanová (J. Wintersonová, Na světě nejsou jen pomeranče)

### Ročník 7 (1997)
- Martin Hilský (William Shakespeare, Sonety, 1997)
  - Mimořádná tvůrčí odměna:
    - Helena Kadečková (Fríða Áslaug Sigurðardóttir, Zatímco plyne noc)

  - Hlavní tvůrčí odměny:
    - Václav Daněk (Josif Brodskij, Konec krásné epochy)
    - Vlasta Dufková (Pascal Lainé, Krajkářka)
    - Marek Nekula (Thomas Bernhard, Obrys jednoho života)
    - Helena Stachová (Witold Gombrowicz, Ferdydurke)

  - Tvůrčí odměny:
    - Zbyněk Černík (Ingmar Bergman, Soukromé rozhovory)
    - Věra Dvořáková (Sylvie Germainová, Kniha nocí)
    - Dana Hábová (Angela Carterová, Krvavá komnata)
    - Alena Jindrová-Špilarová (Graham Swift, Mimo tento svět)
    - Božena Koseková (Johannes Urzidil, Pražský triptych)
    - Svetozár Pantůček (Moderní syrské povídky)
    - Barbora Puchalská (Thomas Pynchon, Městečko Vineland)
    - Anna Siebenscheinová (Klaus Mann, Bod obratu)
    - Lucy Topoľská (Erica Pedretti, Nechte být, paní Smrti)
    - Lenka Urbanová a Miloš Urban (Rose Treimanová, Navrácená milost)

### Ročník 6 (1996)
- Jiří Pelán (Yves Bonnefoy, O pohybu a nehybnosti jámy, Psaný kámen, 1996)
  - Tvůrčí odměny:
    - Ludmila Dušková (N. Mandelštamová, Dvě knihy vzpomínek)
    - Eva Pátková (Gustav Meyrink, Mistr Leonhard)
    - Jindřich Vacek (D. Grossman, Viz LÁSKA)
    - Ladislav Josef Beran (O. Preussler, Útěk do Egypta přes Království české)
    - Šárka Grauová (J. M. Machado de Assis, Posmrtné paměti Bráse Cubase)
    - Josef Kolmaš a Jana Štroblová (Ťu-i Po, Datlovník v meruňkovém sadu)
    - Věra Koubová (Friedrich Nietzsche, Mimo dobro a zlo)
    - Irena Krasnická (Edward Stachura, Cestou na Yucatán)
    - Kateřina Lukešová (Albert Camus, Člověk revoltující)
    - Tomáš Míka (John Bunyan, Poutníkova cesta)
    - Vratislav Slezák (Hermann Hesse, Hra se skleněnými perlami)
    - Miluše a Ladislav Zadražilovi (M. Charitonov, Car a blázen)

### Ročník 5 (1995)
- Anna Nováková (Andrej Platonov, Čevengur, 1995)
  - Tvůrčí odměny:
    - Dušan Karpatský a Milada Nedvědová (D. Kiš, Hrobka pro Boriše Daniloviče, Encyklopedie mrtvých)
    - Pavel Dominik (Salman Rushdie, Děti půlnoci)
    - Tomáš Hrách (Nick Cave, A uzřela oslice anděla)
    - Zdeněk Hron (Winston S. Churchill, Druhá světová válka, sv. 5 a 6)
    - Miroslav Jindra (Joseph Heller, Zavíráme!)
    - Petr Kyloušek (Boris Vian, Hlíst a motolice)
    - Sergej Machonin (V. Šalamov, Kolymské povídky)
    - Pavel Weigel (Stanisław Lem, Summa technologiae)
    - Patrik Ouředník (François Rabelais, Pantagruelská pranostyka)

### Ročník 4 (1994)
- Jiří Stromšík (Elias Canetti, Masa a moc, 1994)
  - Překladatelské prémie:
    - Kateřina Hilská (Virginia Woolfová, Orlando)
    - Karel Plocek (C. G. Jung, Duše moderního člověka)
    - Josef Rauvolf (William Seward Burroughs, Nahý oběd),
    - Jiří Reynek (Henri Pourrat, Poklady z Auvergne)
    - Miloslav Uličný (Píseň o Cidovi)
    - Kateřina Vinšová (Michel Leiris, Věk dospělosti)
    - Tomáš Zábranský a David Záleský (John Lennon, Nanebepění)

### Ročník 3 (1993)
- Radislav Hošek (Platón, Ústava, 1993)
  - Hlavní překladatelská prémie:
    - Růžena Ostrá (P. Chamoiseau, Solibo Ohromný)

  - Další prémie:
    - Anna Kareninová (Guillaume Apollinaire, Zavražděný básník)
    - Josef Kolmaš (Nagsa Öbum)
    - Olga Špilarová (Richard Brautigan, Chytání pstruhů v Americe)

### Ročník 2 (1992)
- Hanuš Karlach (Günter Grass, Potkanka, 1992)
  - Hlavní překladatelské prémie:
    - Josef Hiršal a Bohumila Grögerová (Hans Carl Artmann, Dracula Dracula)
    - Jiří Pelán (Raymond Queneau, Modré květy)

  - Další prémie:
    - Martin Hilský (William Shakespeare, Zimní pohádka)
    - Jaroslav Kořán (Jan Novák, Miliónový jeep)
    - Jaromír Loužil (G. W. F. Hegel, Malá logika)
    - Miloslav Uličný (Stín ráje, tisíc let španělské poezie)
    - Anna Nováková a Vlasta Tafelová (Alexandr Solženicyn, V kruhu prvním)
    - kolektiv překladatelů pod vedením J. Matlové (Jan Amos Komenský, Obecná porada o nápravě věcí lidských)

### Ročník 1 (1991)
- Pavel Dominik (Vladimir Nabokov, Lolita, 1991)
  - Překladatelské prémie:
    - Lumír Čivrný (Rutbeuf, Život bez rukávů)
    - Anna Siebenscheinová (Robert Musil, Povídky, Pozůstalosti ze života)
    - Zdeněk Frýbort (Umberto Eco, Foucaultovo kyvadlo)
    - Antonín Přidal (Joseph Heller, Bůh ví)
    - Josef Čermák (J. Le Goff, Kultura středověké Evropy)